# The Power of the Resurrection
Puterea învierii (The Power of the Resurrection) este un lungmetraj american din 1958 regizat de Harold D. Schuster⁠(d) și cu Richard Kiley⁠(d), Jon Shepodd⁠(d), Morris Ankrum⁠(d) în rolurile principale. Filmul mai este cunoscut și ca Pasiunea și puterea lui Hristos (The Passion and the Power of the Christ).

## Rezumat
Un tânăr care se confruntă curând cu condamnarea la moarte pentru credința sa creștină își împărtășește temerile lui Petru. Petru se confruntă cu aceeași soartă și îi spune omului despre propria sa frică pe care a simțit-o după ce Isus a fost arestat în grădina Ghetsimani, când a trebuit să nege de trei ori că-l cunoaște pe Isus. Cu toate acestea, Isus i-a spus lui Petru că el va fi piatra pe care va fi zidită Biserica.

## Distribuție
- Richard Kiley⁠(d) – Petru
- Jon Shepodd⁠(d) – Isus Hristos
- Jan Arvan – Iuda
- Morris Ankrum⁠(d) – Ana
- Robert Cornthwaite⁠(d) - Caiafa
- Stephen Joyce – Ioan
- Booth Colman – Iacov
- Dorothy Morris⁠(d) – Maria, sora lui Lazăr
- Charles Maxwell⁠(d) – anchetator
- Dan Riss⁠(d) – Toma
- John Zaremba – Samuel
- Charles Wagenheim⁠(d) – comerciant[7]
- Gilman Rankin⁠(d) – Iosif din Arimateea
- Judd Holdren – slujbaș la templu